# Otto Haibach
Otto Haibach (* 24. Juni 1897 in Eppendorf; † 5. Mai 1999 in Essen) war ein deutscher Kartograph und Markscheidekundler.

## Leben

### Familie und Ausbildung
Otto Haibach, Sohn des Bürovorstehers Georg Haibach und dessen Ehefrau Karoline Haibach, geborene Schranz, legte das Abitur am Goethe-Gymnasium in Bochum ab. Im Anschluss wandte er sich dem Studium der Naturwissenschaften an der Rheinisch-Westfälischen Technischen Hochschule Aachen, der Friedrich-Wilhelms-Universität zu Berlin und der Rheinischen Friedrich-Wilhelms-Universität Bonn zu, wo er 1925 zum Dr. phil. promoviert wurde. Während des Studiums wurde er 1920 Mitglied der Berliner Burschenschaft Gothia, der er bis zu seinem Tode angehörte.
Otto Haibach war evangelisch getauft und heiratete 1932 Maria Reinhertz. Dieser Ehe entstammten zwei Söhne namens Helmut und Reinhard. Er lebte in Essen-Heisingen und starb im Mai 1999 im Alter von 101 Jahren in Essen.

### Beruflicher Werdegang
Otto Haibach bekleidete nach seinem Studienabschluss eine Stelle als Wissenschaftlicher Assistent in Bonn, 1930 wechselte er in der Funktion eines Berg- und Vermessungsrates zur Zeche Zollverein der ehemaligen Rheinelbe Bergbau AG nach Essen-Katernberg, 1948 wurde er zum Markscheider ernannt, 1962 schied er aus.
Daneben hielt Otto Haibach seit 1942 Vorlesungen an der Bergakademie Clausthal (seit 1968 Technische Universität Clausthal). 1944 habilitierte er sich für die Fächer Markscheidewesen sowie Kartographie der Rohstoffgewinnung, 1949 erhielt er eine Privatdozentur, 1955 wurde er zum außerplanmäßigen Professor für Grubenrißwesen befördert, 1970 trat er zurück.
Otto Haibachs wissenschaftlicher Schwerpunkt galt insbesondere dem bergmännischen Rißwesen.

## Schriften
- Stratigraphie und Tektonik des Gebietes zwischen Morsbach und Wissen a.d. Sieg, insbesondere der Grube Georg und Sonne bei Volperhausen unter gleichzeitiger Berücksichtigung der Gangverhältnisse. Dissertation Universität Bonn, E. Mauckisch, Freiberg i. Sa, 1925
- zusammen mit Oskar Niemczyk: Bergmännisches Vermessungswesen : ein Handbuch des Markscheidewesens in 5 Bänden. Akademie-Verlag, Berlin, 1956
- Die Anfertigung orthogonaler und plagiogonaler rißlicher Darstellungen durch Einsatz elektronischer Rechenanlagen statt der bisher rechnerischen und konstruktiven Verfahren. Hübener, Goslar, 1962
- zusammen mit Kurt Burger: Mathematische Grundlagen und instrumentelle Erfordernisse für Projektionszeicheneinrichtungen, die in Projektionsarten des neuzeitlichen Rißwesens eine unmittelbare (eigenhändige) Bearbeitung ermöglichen. Selbstverlag, Essen, 1982